# روب مكينون
روب مكينون (بالإنجليزية: Rob McKinnon)‏ (31 يوليو 1966 بغلاسكو في المملكة المتحدة - ) هو لاعب كرة قدم بريطاني في مركز الظهير. شارك مع منتخب اسكتلندا الثانوي لكرة القدم ‏ ومنتخب اسكتلندا لكرة القدم. أما مع النوادي، فقد لعب مع تفينتي أنشخيدة ومانشستر يونايتد ونادي كارلايل يونايتد ونادي ماذرويل ونادي هارتلبول يونايتد ونيوكاسل يونايتد وهارت أوف ميدلوثيان وBellshill Athletic F.C. ‏ ونادي كلايدبانك ‏.

## مسيرته الكروية
لعب روب مكينون خلال مسيرته الاحترافية مع 7 أندية في عشرون موسمًا وسجل خلالها 17 هدفًا ضمن 535 مباراة. ولم يفز بأي موسم بالكأس أو بالدوري.
خاض روب مكينون مسيرته مع نادي نيوكاسل يونايتد في موسم 1985–86 لمدة موسم واحد، مشاركًا في مباراة ولم يسجل أي هدف. ثم انتقل إلى نادي هارتلبول يونايتد في موسم 1986–87 ليلعب معه سبعة مواسم، حيث شارك في 254 مباراة سجل خلالها 7 أهداف. لينتقل بعدها إلى نادي ماذرويل في موسم 1991–92 ليلعب معه خمسة مواسم، مشاركًا في 152 مباراة سجل خلالها 8 أهداف. ثم انتقل إلى نادي تفينتي أنشخيدة في موسم 1996–97 ولمدة موسمين، مشاركًا في 50 مباراة سجل خلالها هدفًا واحدًا. هذا وانتقل لاحقًا إلى نادي هارت أوف ميدلوثيان في موسم 1998–99 ولمدة موسمين، مشاركًا في 19 مباراة ولم يسجل أي هدف. ثم انتقل بعدها إلى نادي كارلايل يونايتد في موسم 1999–00 لمدة موسم واحد، مشاركًا في 8 مباريات ولم يسجل أي هدف أيضًا. ليعود وينتقل من جديد، لكن هذه المرة إلى نادي كلايدبانك ‏ في موسم 2000–01 ولمدة موسمين، مشاركًا في 51 مباراة سجل خلالها هدفًا واحدًا.

## وصلات خارجية
- روب مكينون على موقع الاتحاد الإسكتلندي (الإنجليزية)
- روب مكينون على موقع قاعدة بيانات كرة القدم.إي يو (الإنجليزية)
- روب مكينون على موقع ناشيونال فوتبول تيمز (الإنجليزية)
- روب مكينون على موقع Soccerbase.com (لاعب) (الإنجليزية)